# アンドレ・アンデルソン・ポミーリオ・リマ・ダ・シウヴァ
アンドレ・アンデルソン・ポミーリオ・リマ・ダ・シウヴァ（André Anderson Pomilio Lima da Silva、1999年9月23日 - ）は、ブラジル・サンパウロ州マラカイ出身のサッカー選手。SSラツィオ所属。ポジションは、ミッドフィールダー。

## クラブ経歴

### ユース
サンパウロ州のマラカイで生まれ、ペドリーニャス・パウリスタで育った。2009年にサントスFCのユースに加入し、当初はフットサル部門に所属していたが、翌年サッカー部門に移った。2015年11月に2018年10月までの育成契約を結んだが、2018年7月に契約更新を断った。

### プロ
2018年8月14日にセリエAのSSラツィオに移籍したが、3日後にはセリエBのUSサレルニターナへのシーズン終了までのレンタル移籍が発表された。同年11月4日のヴェネツィアFC戦に途中出場してプロデビューを果たし、2019年1月18日のパレルモ戦ではプロ初ゴールを決めた。
2019-20シーズンはラツィオに復帰し6試合に出場したが、2020年10月5日、再びサレルニターナにレンタル移籍した。
2022年4月11日、2023年6月30日までのレンタル移籍でサンパウロFCに加入することが発表された。

## 代表経歴
ブラジル出身だが、イタリアにルーツを持つため、2019年2月4日にU-20イタリア代表に召集された。

## タイトル

### チーム
SSラツィオ
- スーペルコッパ・イタリアーナ : 2019